# Greymouth

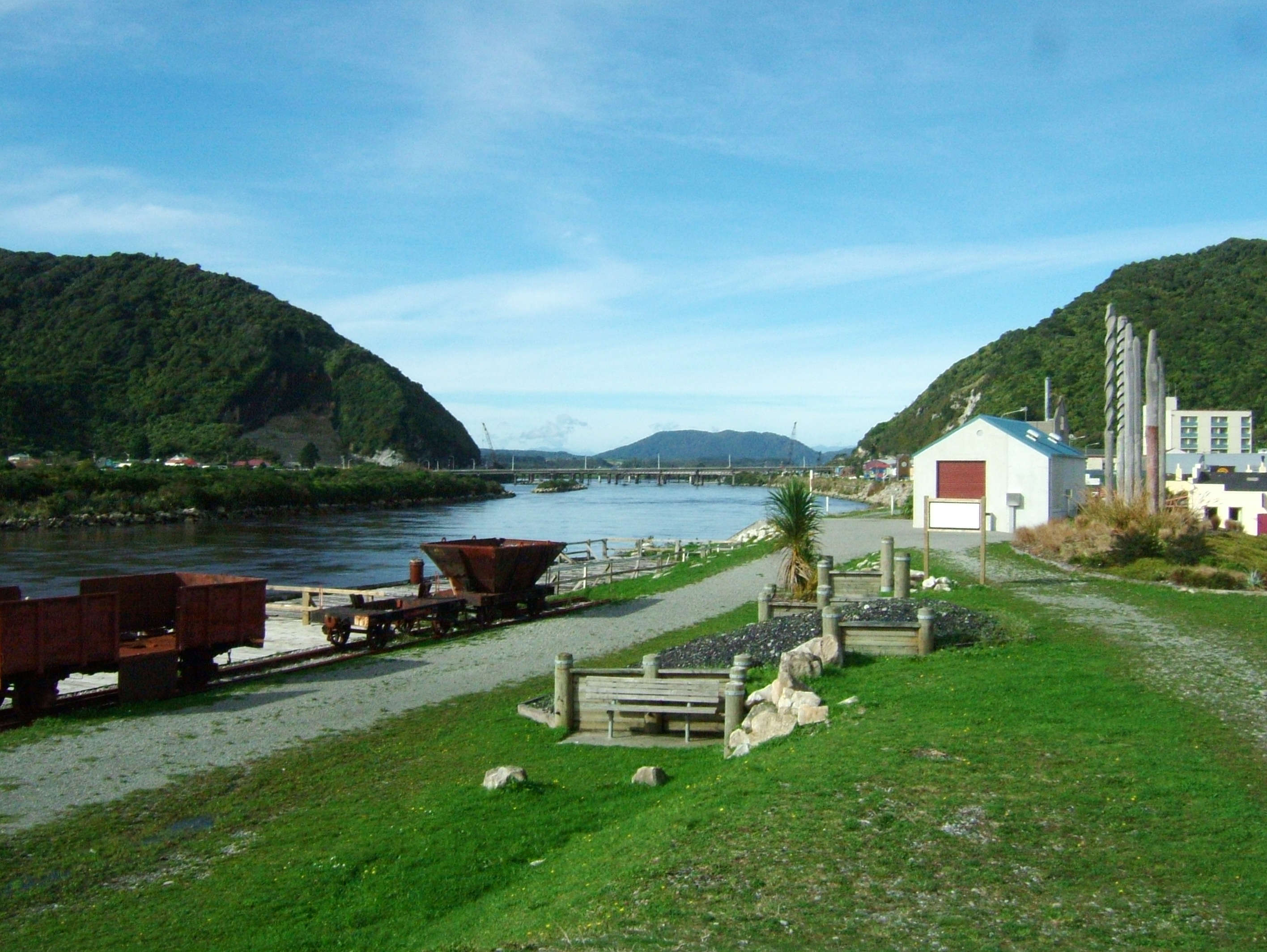
Der Grey River/Māwheranui bei Greymouth; im Vordergrund Überreste des einstigen Kohlehafens

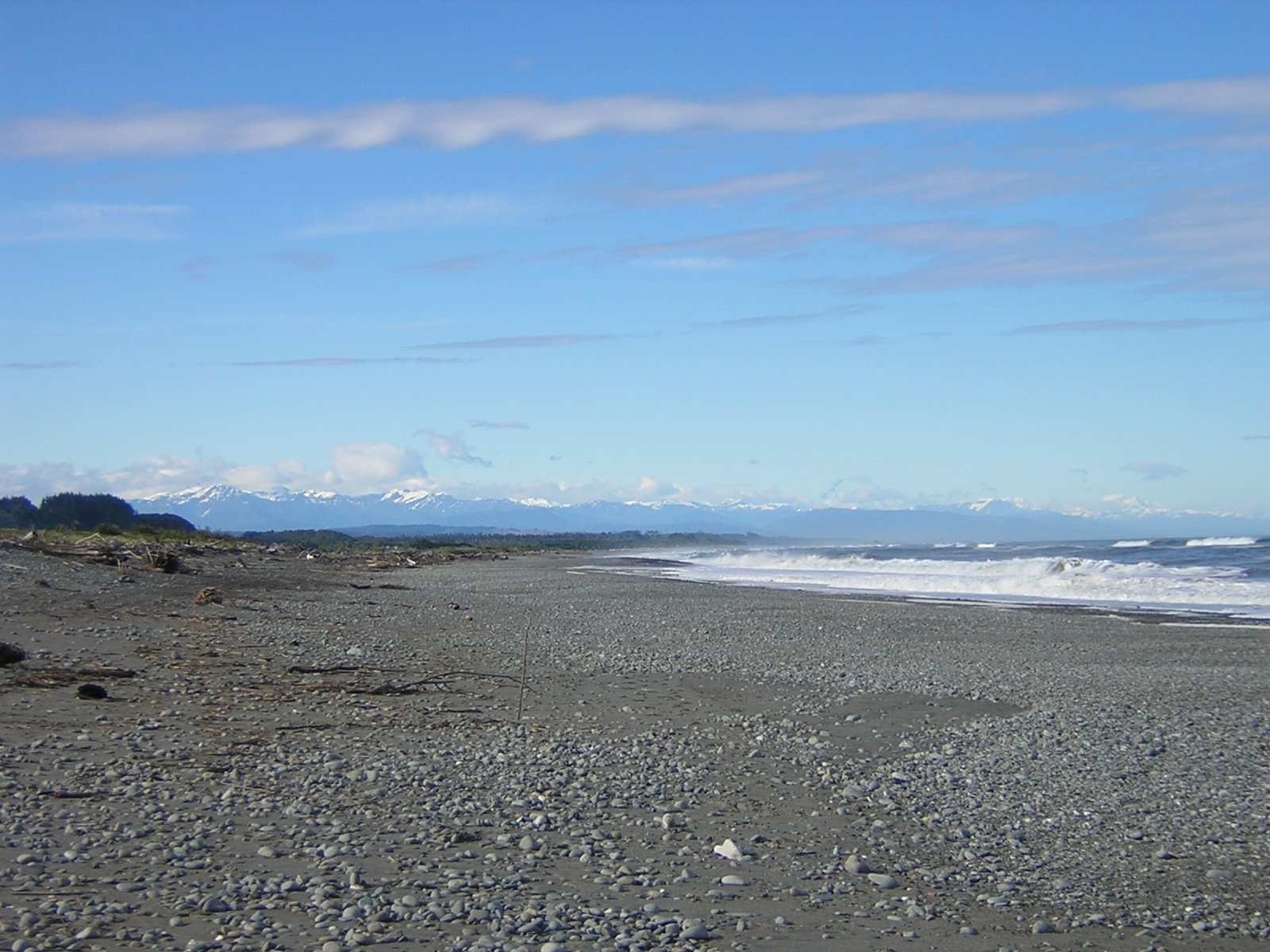
Küstenabschnitt bei Greymouth mit Blick auf die Neuseeländischen Alpen

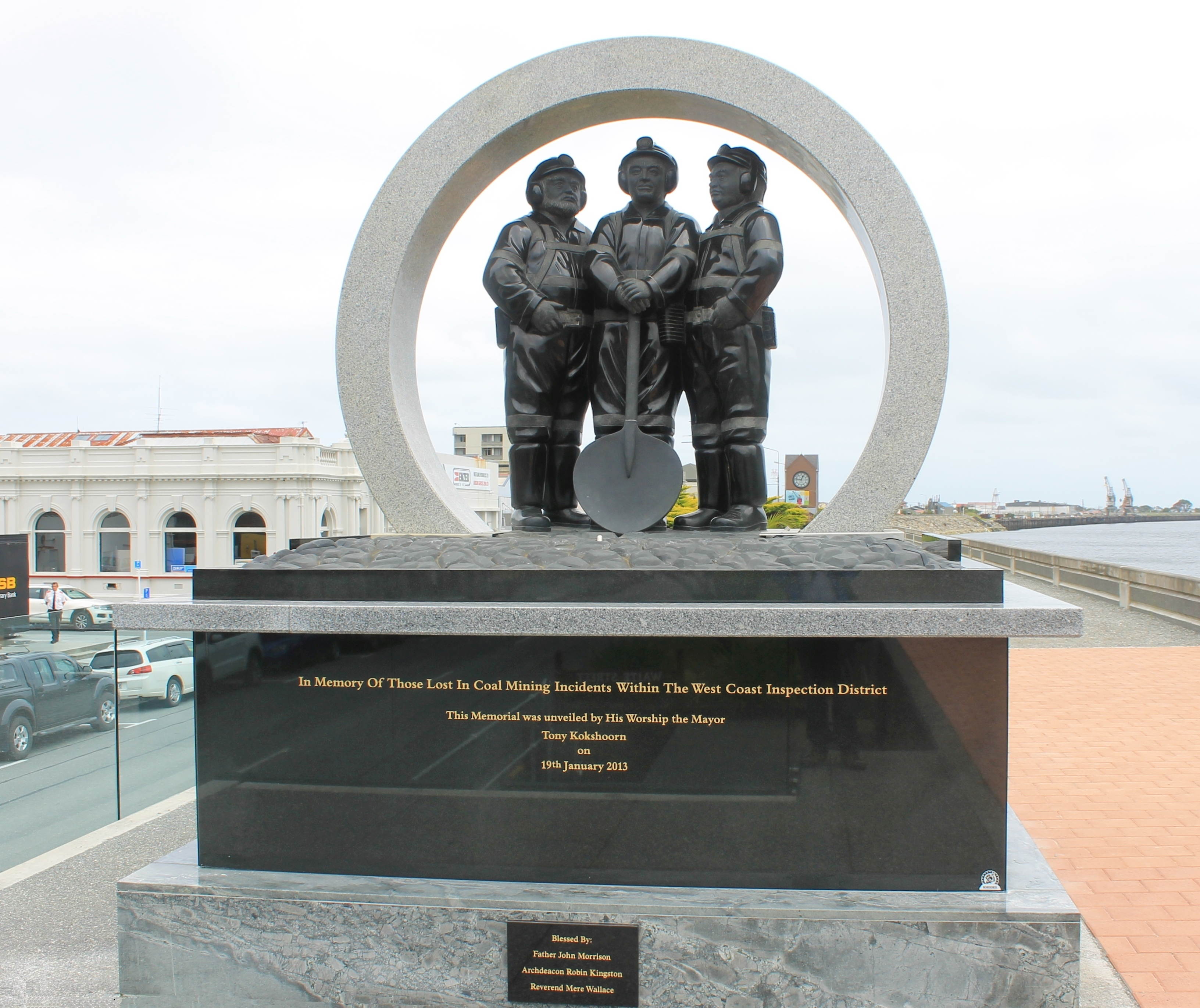
Bergmannsdenkmal in Greymouth

Greymouth (Te Reo Māori: Māwhera) ist die größte Stadt in der Region West Coast auf der Südinsel von Neuseeland. Die Stadt ist zugleich Verwaltungssitz des Grey Districts und der Region West Coast.

## Namensherkunft
Der Name der Stadt ist vom Grey River/Māwheranui und dem englischen Wort mouth für „Mündung“ abgeleitet und bedeutet die Mündung des Grey River/Māwheranui.

## Geographie
Die Stadt liegt 85 km südwestlich von Westport und 36 km nordöstlich von Hokitika direkt an der Mündung des Grey River/Māwheranui in die Tasmansee. Auf einem schmalen Küstenstreifen liegt die Stadt zu Füßen der Neuseeländischen Alpen. An klaren Tagen, kann man den Aoraki/Mount Cook, den höchsten Berg Neuseelands von Greymouth aus im Süden sehen. Das Mündungsgebiet des Grey River/Māwheranui zerteilt die Stadt in drei Stadtteile: Blaketown, nahe der Mündung im Süden, Karoro im Südosten, das von Blaketown durch ein paar Seen getrennt wird, und Cobden, ein ehemals selbständiger Ort am Nordufer des Flusses.

## Geschichte
Bevor europäische Siedler nach Greymouth kamen, lebten die Māori schon einige Zeit in der Gegend. Sie nannten den Ort Māwhera, heute ein anderer Name für den Grey River/Māwheranui und zugleich der Māori-Name der Stadt Greymouth. Der erste Europäer, der die Gegend besuchte, war 1846 Thomas Brunner. Er entdeckte Steinkohle im Tal des Flusses. Sein Name stand Pate für die Stadt Brunner und den Lake Brunner. Brunner benannte den Fluss nach dem prominenten neuseeländischen Politiker Sir George Edward Grey.

### Tornados
Greymouth ist ein Ort, wo bei extremen Wetterbedingungen Tornados keine Seltenheit sind. Nachdem die Stadt bereits am 28. März 2001 und 16. Juni 2003 von Tornados heimgesucht worden ist, richtete der Tornado vom 10. März 2005 schwere Schäden an einigen Gebäuden an und verletzte einige Personen.

### Grubenunglücke
Greymouth hatte bisher zwei schwere Grubenunglücke zu verzeichnen. Am 18. Januar 1967 starben 19 Bergleute bei einer Explosion in der Grube Strongman. Am 19. November 2010 fanden 29 Bergleute den Tod, als sich zwei Explosionen im Bergwerk Pike River ereigneten.

## Bevölkerung
Zum Zensus des Jahres 2013 zählte der Ort 5997 Einwohner, 4,7 % weniger als zur Volkszählung im Jahr 2006.

## Wirtschaft
Greymouth war bekannt für seine Kohle- und Goldbergwerke. Als der Goldabbau aufhörte, wurde die Forstwirtschaft zu einem wichtigen Wirtschaftszweig der Region. In den letzten Jahren versucht Greymouth, Ökotourismus als neuen Wirtschaftszweig aufzubauen, z. B. im Shantytown Heritage Park, einem Freilichtmuseum mit der Infants Creek Tram line.
Greymouth ist Sitz der bekannten Bierbrauerei Monteith’s Brewing Co. Limited und des heute auf Molkereimaschinen sowie Wasser- und Abwassersysteme spezialisierten Maschinenbauers Dispatch & Garlick.

## Infrastruktur

### Straße
Greymouth liegt am New Zealand State Highway 6, der entlang der Westküste verläuft und Greymouth mit Hokitika im Süden und Westport im Norden verbindet. Außerdem zweigen zwei Highways von ihm ab, die die Neuseeländischen Alpen überqueren und die Stadt mit der Ostküste verbinden. Zum einen beginnt in Greymouth der State Highway 7, der nach der Überwindung des Lewis Pass in der Region Canterbury auf den State Highway 1 trifft. Zum anderen biegt etwas weiter südlich bei Mukara Junction der State Highway 73 ab, der über den Arthur’s Pass bis nach Christchurch verläuft.

### Schiene
Im Bahnhof von Greymouth treffen die Midland Line (Greymouth–Rolleston–[Christchurch]) und die anschließende Bahnstrecke Greymouth–Ross aufeinander. Letztere führt entlang der Westküste nach Süden. Im Bahnhof von Greymouth startet und endet der TranzAlpine, der zwischen Christchurch und Greymouth verkehrt. Weiter schließt hier die Bahnstrecke Greymouth–Rewanui an, die heute nach Rapahoe führt.

### Medien
Einzige täglich erscheinende Tageszeitung der Stadt ist der Greymouth Star.

## Persönlichkeiten
- Amy Castle (1880–1971), Kuratorin und Entomologin
- Margaret Mary Butler (1883–1947), Aquarellistin und eine der ersten bedeutenden Bildhauerin Neuseelands
- Thomas Peter McKeefry (1899–1973), Erzbischof von Wellington
- Bill Pearson (1922–2002), Schriftsteller und Literaturkritiker
- Arthur John Pomeroy (1953–2025), Klassischer Philologe
- Andrew Bird (* 1967), Ruderer
- Jackie Thomas (* 1990), Popsängerin
- Paul Coll (* 1992), Squashspieler
- Sharlotte Lucas (* 1992), Radrennfahrerin